# Misticisme de la carrossa celestial

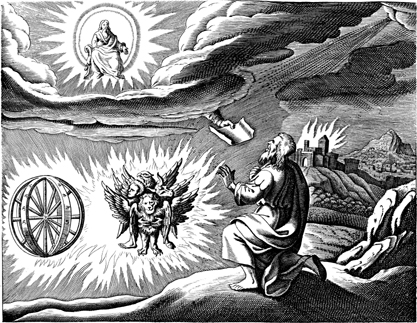
La visió mística del profeta Ezekiel.

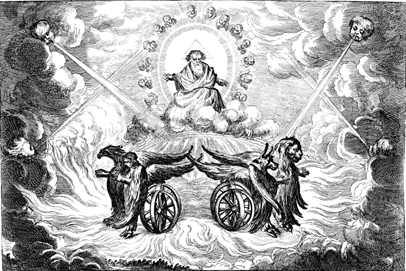
Primera visió d'Ezekiel.

El Misticisme de la carrossa celestial o Misticisme de la merkabah és una escola de pensament del misticisme jueu primitiu (entre els anys 100 abans de Crist - 1000 després de Crist), centrada en les visions que es troben en el llibre d'Ezequiel, capítol 1, o en la literatura de les hekhalot (‘els palaus’), concernent a les històries de les ascensions als palaus celestials i al tron de Déu. El cos principal de la literatura de la merkabah (‘el carro’ o ‘la carrossa’) va ser compost en el període dels anys 200-700 després de Crist, encara que existeixen referències posteriors a la tradició del carro, i aquestes poden trobar-se en la literatura dels chasidim asquenazites de l'edat mitjana. Un text important en aquesta tradició és el Maaseh Merkabah (‘Les obres del carro’). La paraula Merkabah (hebreu: מרכבה‎), està relacionada amb el tron celestial, i amb la carrossa de Déu, que apareix a les visions profètiques. Està associada amb la visió del profeta Ezekiel, d'un vehicle de quatre rodes, conduït per quatre querubins, cadascun d'ells tenia quatre ales, i les quatre cares d'un home, un lleó, un bou, i una àliga.